# Robert Badinter
Robert Badinter (ur. 30 marca 1928 w Paryżu, zm. 9 lutego 2024 tamże) – francuski polityk, prawnik i nauczyciel akademicki. Działacz przeciwko karze śmierci. W latach 1981–1986 minister sprawiedliwości, od 1986 do 1995 przewodniczący Rady Konstytucyjnej, senator.

## Życiorys
Ukończył studia prawnicze na Uniwersytecie Paryskim, magisterium uzyskał na nowojorskim Uniwersytecie Columbia. Doktoryzował się w 1952 na paryskiej uczelni. W 1951 podjął praktykę w zawodzie adwokata, który wykonywał przez 30 lat. Od połowy lat 60. zajmował się także działalnością dydaktyczną, obejmował stanowiska profesorskie m.in. na Université de Picardie (1969) i na Université Panthéon-Sorbonne (1974). W 1994 uzyskał status profesora emeritus.
Zdeklarowany przeciwnik kary śmierci, występował przeciwko niej zwłaszcza od czasu egzekucji jego klienta Rogera Bontemsa w 1972. W 1977 bronił Patricka Henry’ego oskarżonego o morderstwo małego chłopca. W procesie tym koncentrował się na sprzeciwie wobec kary śmierci, jego klient został wówczas skazany na dożywotnie pozbawienie wolności.
Prowadził również działalność polityczną, był związany z Partią Socjalistyczną. W czerwcu 1981 dołączył do drugiego rządu Pierre’a Mauroy, obejmując w nim urząd ministra sprawiedliwości. Sprawował go także w trzecim gabinecie tego premiera i w rządzie Laurenta Fabiusa, pełniąc tę funkcję do lutego 1986. Przy wsparciu socjalistycznego prezydenta François Mitterranda w pierwszym roku urzędowania doprowadził do zmian w prawie karnym, które znosiły karę śmierci.
W marcu 1986 powołany na stanowisko przewodniczącego Rady Konstytucyjnej, które zajmował do marca 1995. W latach 1995–2011 wchodził w skład Senatu.

## Życie prywatne
Urodził się jako syn Simona Badintera i Charlotte Rosenberg, besarabskich Żydów, którzy w 1921 uciekli przed pogromami do Francji. Jego ojciec w trakcie II wojny światowej został w 1943 zatrzymany w Lyonie, a następnie deportowano go do niemieckiego nazistowskiego obozu zagłady w Sobiborze, w którym zginął. Robert Badinter wraz z matką i bratem do czasu wyzwolenia Francji w 1944 ukrywali się na wsi w Sabaudii.
W 1957 zawarł związek małżeński z aktorką Anne Vernon; małżeństwo w połowie lat 60. zakończyło się rozwodem. W 1966 jego drugą żoną została pisarka i filozofka Élisabeth Badinter.

## Odznaczenia
W 2001 został odznaczony czeskim Orderem Tomáša Garrigue Masaryka I klasy. W 2006 otrzymał macedoński Order 8 Września.

## Publikacje
- L’Exécution. Paryż: Grasset, 1973, s. 211. ISBN 2-213-59544-5.
- L’Abolition. Paryż: Fayard, 2000, s. 326. ISBN 2-213-60706-0.
- Les épines et les roses. Paryż: Fayard, 2011, s. 396. ISBN 978-2-213-66259-6.
- Contre la peine de mort. Paryż: Fayard, 2006, s. 330. ISBN 978-2-213-63052-6.
- Idiss. Paryż: Fayard, 2018, s. 236. ISBN 978-2-213-71010-5.